# 339 pr. n. št.
Stoletja: 5. stoletje pr. n. št. - 4. stoletje pr. n. št. - 3. stoletje pr. n. št.
Desetletja: 380. pr. n. št. 370. pr. n. št. 360. pr. n. št. 350. pr. n. št. 340. pr. n. št. - 330. pr. n. št. - 320. pr. n. št. 310. pr. n. št. 300. pr. n. št. 290. pr. n. št. 280. pr. n. št.
Leta: 344 pr. n. št. 343 pr. n. št. 342 pr. n. št. 341 pr. n. št. 340 pr. n. št.  - 339 pr. n. št. - 338 pr. n. št. 337 pr. n. št. 336 pr. n. št. 335 pr. n. št. 334 pr. n. št.

## Dogodki
- Filip II. Makedonski napade Skite
- Izokrat napiše Panathenaikós.